# Andrej Danko
Andrej Danko (* 12. srpna 1974 Revúca) je slovenský právník a politik, předseda Slovenské národní strany a místopředseda Národní rady Slovenské republiky, v letech 2016–2020 předseda Národní rady Slovenské republiky. Jeho politické působení bylo spojeno s několika kontroverzemi – v rozporu s běžnými pravidly byl například povýšen do hodnosti kapitána a svůj akademický titul JUDr. získal za rigorózní práci, která se ukázala být plagiátem.

## Životopis
Andrej Danko se narodil v Revúci, kde také v letech 1988–1992 navštěvoval gymnázium Martina Kukučína, v letech 1992–1998 studoval na Právnické fakultě UK v Bratislavě. Souběžně s výkonem právnické praxe začal s podnikáním a založil několik obchodních společností se zaměřením na nemovitosti a ekonomické služby.
V roce 2003 složil advokátní zkoušku a byl zapsán do seznamu advokátů Slovenské advokátní komory. Založil vlastní advokátní kancelář se zaměřením na občanské a obchodní právo; ve výkonu advokátní praxe pokračoval až do roku 2012, v roce 2016 ohlásil úmysl skončit s podnikáním i s advokátní činností.

## Politická kariéra
V roce 2006 se stal asistentem poslanců Slovenské národní strany (SNS) v slovenském parlamentu a byl nominantem strany ve volebních komisích při tehdejších parlamentních volbách. V roce 2010 se stal prvním místopředsedou strany, v roce 2012 pak jejím předsedou a nahradil tak dlouholetého kontroverzního předsedu strany Jána Slotu.
Volební preference SNS se v té době pohybovaly dlouhodobě kolem hodnoty 5 %, což je hranice volitelnosti do slovenského parlamentu. Danko začal často vystupovat v médiích a opakovaně se vyjádřil, že strana je od jeho nástupu úplně „novým“ subjektem s novými lidmi, bez vazeb na kontroverzní minulost pod vedením předchozích předsedů. Pod jeho vedením preference strany prakticky soustavně rostly a ve volbách v roce 2016 se stala se ziskem 8,6 procenta hlasů čtvrtou nejsilnější slovenskou politickou stranou.
Ve složité povolební situaci, kdy v zásadě existovaly dvě možnosti dalšího vývoje (vznik široké pravicové koalice nebo sestavení vlády stávajícím premiérem Robertem Ficem), se ukázalo jako klíčové právě rozhodnutí Danka, který nakonec upřednostnil vznik třetí vlády Roberta Fica. Jako předseda druhé nejsilnější koaliční strany byl v březnu 2016 jmenován předsedou Národní rady SR.
V listopadu 2019 převzal čestný doktorát Státního institutu mezinárodních vztahů v Moskvě.
Po parlamentních volbách v roce 2020, v nichž SNS utrpěla porážku (se ziskem 3,2 % hlasů se nedostala do parlamentu) vyjádřil Danko své zklamání a ohlásil svůj odchod z funkce předsedy strany. Krátce po volbách podepsal ministr obrany Jaroslav Naď sérii rozkazů, jimiž zrušil mimořádná povýšení různých politiků do vysokých armádních hodností – Danko tak přišel o hodnost kapitána v záloze.
V roce 2023 byl zvolen místopředsedou NR SR, v průběhu roku 2024 pak usiloval o zvolení předsedou NR SR, nakonec však z kandidatury odstoupil. V evropských volbách v roce 2024 kandidoval jako lídr kandidátní listiny SNS na funkci europoslance, ale neuspěl.

## Kontroverze
Když se v roce 2015 (několik měsíců před parlamentními volbami) začal objevovat neúměrně často v pořadech a diskusích televize TA3, začalo se spekulovat o jeho propojení na slovenského podnikatele Ivana Kmotríka. Oba existenci tohoto propojení odmítají.
Ve stejném roce vzbudilo širší mediální pozornost zbohatnutí jeho rodiny na privatizaci za třetí vlády Vladimíra Mečiara, kdy Dankův otec zprivatizoval místní lesnický podnik (Lesostav Revúca) za zlomek jeho účetní hodnoty. Danko tato obvinění odmítá.
V roce 2016 vyšlo několik komentářů jeho kritiků, podle nichž trpí skrytou touhou po moci, což představuje jisté nebezpečí pro další vnitropolitický vývoj v zemi.
Na Den ozbrojených sil byl v září 2016 ministrem obrany Petrem Gajdošem (SNS) mimořádně povýšen do hodnosti kapitán v záloze; před povýšením měl Danko hodnost desátník v záloze, polepšil si tak o osm hodností. Jedním z prezentovaných důvodů povýšení bylo i to, že se Andrej Danko údajně přimlouval pro navýšení rozpočtu pro slovenskou armádu. Kvůli tomuto případu získal posměšnou přezdívku kapitán Danko.
V roce 2016 komunikoval s Alenou Zsuzsovou, objednatelkou vraždy Jána Kuciaka a Martiny Kušnírové. Informace vyšla najevo v rámci vyšetřování vraždy v roce 2020. Danko k tomu uvedl, že se Zsuzsovou se nikdy nesešel a neřešil s ní pracovní ani politické záležitosti.
V září 2018 vyšel ve slovenském listu Denník N článek, podle kterého není jasné, jakým způsobem Andrej Danko titul JUDr. získal. Vývojem kauzy se ukázalo, že titul mu byl udělen za práci kompletně opsanou z pěti různých knih, práce neměla ani seznam použité literatury, i když byl podle tehdy platných norem univerzity povinný, a nesplňovala citační normy.
V noci z 11. na 12. ledna 2024 způsobil v Bratislavě dopravní nehodu, při které zničil semafor. Nehodu neohlásil a z jejího místa ujel, na místě však zůstala poznávací značka jeho automobilu, podle které ho tamní policie vypátrala. Krátce poté přišel o řidičské oprávnění. Pouhý  týden po incidentu oznámil kandidaturu na funkci prezidenta Slovenské republiky. Nicméně 18. března se Andrej Danko vzdal prezidentské kandidatury a ve volbách podpořil Štefana Harabina.

## Osobní život
V roce 2000 se oženil se Silviou, se kterou má dva syny, Andreje a Adama. Žili v rodinném domě v Miloslavově, v roce 2015 se rozvedli.